# Караоткель (Цілиноградський район)
Караотке́ль (каз. Қараөткел) — село у складі Цілиноградського району Акмолинської області Казахстану. Адміністративний центр Караоткельського сільського округу.
Населення — 9804 особи (2021; 4310 у 2009, 1557 у 1999, 1223 у 1989).
Національний склад станом на 1989 рік:
- казахи — 64 %.

До 2006 року село називалося Ільїнка.